# Hervé Jacquet
Hervé Michel Jacquet (* 1939 in Oullins) ist ein französischer Mathematiker, der sich mit Zahlentheorie, automorphen Formen und Darstellungstheorie beschäftigt. Er ist bekannt für seine Arbeiten im Rahmen des Langlands-Programms.

## Leben
Jacquet wurde 1967 bei Roger Godement an der Universität Paris promoviert (Fonctions de Whittaker associées aux groupes de Chevalley). und war dann 1967 bis 1969 am Institute for Advanced Study in Princeton. Später war er Professor an der City University of New York und der Columbia University. Seine Arbeit mit Robert Langlands, ausgeführt Ende der 1960er Jahre in Princeton, war eine der ersten konkreten Ausarbeitungen des Langlands-Programms, das Langlands um 1967 konzipierte.
1977 erhielt er den Petit d’Ormoy Preis der französischen Akademie der Wissenschaften (Académie des sciences). 1980 wurde er korrespondierendes Mitglied der Académie des sciences. 1974 war er Invited Speaker auf dem Internationalen Mathematikerkongress in Vancouver (Euler products and automorphic forms). 2013 wurde er zum Mitglied der American Academy of Arts and Sciences gewählt. Er ist Fellow der American Mathematical Society.
Zu seinen Doktoranden zählt Dinakar Ramakrishnan.

## Schriften
- mit Robert Langlands: Automorphic forms on GL(2) (= Lecturenotes in Mathematics, Band 114). Springer, 1970, Online auf der Homepage von Jacquet und hier mit Kommentar von Langlands
- mit Roger Godement: Zetafunctions of simple algebras. Springer, 1972
- mit Solomon Friedberg: The fundamental lemma of the Shalika subgroup of GL(4). American Mathematical Society, 1996
- mit I. Piatetski-Shapiro, J. Shalika: Automorphic forms on GL (3). Teil 1, In: Annals of Mathematics. Band 109, 1979, S. 169–212
- mit Joseph Shalika: On Euler products and the classification of automorphic representations. Teil 1,2, In: American Journal of Mathematics. Band 103, 1981, S. 499–558, 777–815
- Principal L-functions for the linear Group. In: A. Borel, W. Casselman (Hrsg.): Automorphic forms, representations and L-functions. Proceedings of Symposia in Pure Mathematics, Band 33, Teil II, 1979, S. 63–86
- Principal L-functions for GL(n). In: T. N. Bailey, A. W. Knapp (Hrsg.): Representation theory and Automorphic Forms. Edinburgh 1996, Proceedings of Symposia in Pure Mathematics, Band 61, AMS 1997, S. 321–329
- mit Stephen Gelbart: A relation between the automorphic representations of GL(2) and GL(3). In: Annales scientifiques de l’École normale supérieure. Band 11, 1978, S. 471–543